# Тактамиш
Тактами́ш (рос. Тактамыш) — присілок у складі Красноуфімського міського округу (Натальїнськ) Свердловської області.
Населення — 70 осіб (2010, 88 у 2002).
Національний склад станом на 2002 рік: татари — 92 %.